# John Parry
John Parry (Harrogate, 17 november 1986) is een professioneel golfer uit Engeland.

## Amateur
John Parry speelde van 2004 - 2007 in de nationale selectie, gelijktijdig o.a. met Gary Boyd. Hij speelde in 2007 de Walker Cup met onder meer David Horsey, Rory McIlroy en Danny Willett.

### Gewonnen
- 2004: Peter McEvoy Trophy
- 2005: Danish Amateur Championship
- 2007: Spanish Amateur Open Championship, Welsh Amateur Open Stroke Play Championship

### Teams
- Walker Cup: 2007
- Jacques Leglise Trophy: 2004 (winnaars)

## Professional
John Parry werd in 2007 professional en had toen handicap +4. 

### Gewonnen
PGA Europro Tour
- 2008: Ladbrokes Masters, La Cala

Challenge Tour
- 2009: ALLIANZ Golf Open Grand Toulouse

Europese Tour
- 2010: Vivendi Cup (-17)
- 2012: Tourschool Finals (-19)